# Ralph Berzsenyi
Ralph Berzsenyi   (Rijeka, 26 de febrer de 1909 - Budapest, 10 de juny de 1978) va ser un militar i esportista hongarès que va competir durant les dècades de 1930 i 1940.
El 1936 va prendre part en els Jocs Olímpics d'Estiu de Berlín, on guanyà la medalla de plata en la prova del rifle en posició estesa, 50 metres del programa de tir.
Entre el 1933 i el 1950 va guanyar nou campionats nacionals individuals i disset per equips. El 1935 es va graduar com a odontòleg a la Universitat Catòlica Péter Pázmány de Budapest.